# Фаннетт
Фаннетт (англ. Fannette Island) — единственный остров озера Тахо. Административно относится к округу Эль-Дорадо (штат Калифорния, США).
Остров имеет длину 160 метров, максимальную ширину 80 метров, его площадь составляет 8524 м², длина береговой линии 523,6 м. Основная часть острова имеет форму конуса, его высшая точка расположена на отметке 46 метров над уровнем озера (1943 метра над уровнем моря).
Остров расположен в юго-западной части озера в заливе Эмералд на территории парка штата Эмералд-Бэй. Расстояние до ближайшего берега — около 260 метров.
На острове находятся руины каменного строения — это «чайный домик», принадлежавший Лоре Джозефине Найт, владелице 38-комнатного особняка Викингсхолм, построенного в 1929 году и стоящего и поныне на берегу озера.
Доступ на остров осуществляется водными видами транспорта, вплавь до него добираться, несмотря на относительно небольшое расстояние от берега, запрещено в связи с низкой температурой воды и оживлённым судоходным движением вокруг острова.
За свою историю остров носил множество названий: Кокетт, Фанетт (с одной «н»), Баранофф, Дэд-Мэнс (Мертвеца), Эмералд, Эрмитс (Отшельника). Последнее название связано с тем, что на острове с 1863 по 1873 год отшельником жил некий капитан Дик Бартер. Сам родом из Англии, он поселился на этом необитаемом острове, много плавал по озеру (как правило в состоянии сильного алкогольного опьянения), самостоятельно выстроил здесь церквушку и собственную усыпальницу. Был известен тем, что любил показывать гостям свои ноги, на которых он когда-то сам себе ампутировал пальцы. Интересно, что капитан так и не был погребён в гробнице, которую сам себе построил, так как он утонул во время шторма недалеко от маяка Рубикон-Пойнт 18 октября 1873 года.